# 阿根廷护照
阿根廷护照过去仅由阿根廷联邦警察簽发给阿根廷公民。2011年起，改为由内务部人口局（ReNaPer）負責簽发。阿根廷护照的主要用途为协助公民出境旅游。
阿根廷护照在全球范围内有效，但在一些国家需要签证。前往南美（除圭亚那外）旅游的阿根廷公民，不需要使用护照，只需要使用阿根廷公民身份證（DNI）。
在2012年6月15日，阿根廷内务部宣布即刻采用生物特征护照。新护照将有唯一的号码（字母和数字混合组合，3位字母和6位数字）。此前，护照持有人的身份证号码和护照号码相同（在身份证号码后加字母N）。

## 申請方式
根据总统法令2015/66号，如果要申请阿根廷护照，必须本人前往附近的人口局并出示公民身份证、出生证明和婚姻状况证明（除单身外）。如果护照申请人是归化阿根廷人，必须同时出示公民证（carta de ciudadanía）。18岁以下的阿根廷公民必须经由父母授权许可。生活在海外的阿根廷公民在阿根廷大使馆或领事馆办理护照时必须遵从相同的手续。
常规护照价格为400比索。申请人通常会在15天内通过邮寄方式收到护照，同时也有900比索的快递服务和1300比索的加急服务。在布宜诺斯艾利斯的埃塞萨皮斯塔里尼部长国际机场 , 有15分钟护照特快加急服务，但需提供当天航班的证明（如打印的机票等）。
2011年1月起，阿根廷护照有效期为10年（此前仅为5年）。
护照不会签发给因刑事犯罪而被逮捕的公民，或是在1920年被南美警察协会标注为“危险”的公民。

## 护照內容

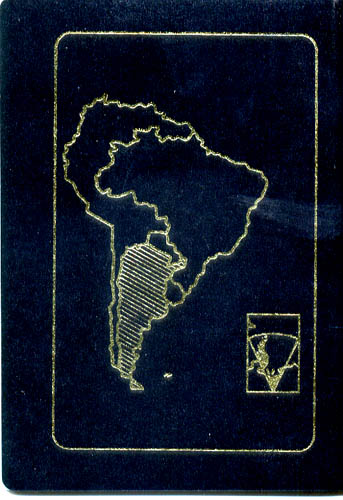
前一版本阿根廷护照的封底

依照南方共同市场的条例，在蓝色封面顶端印有“南方共同市场”（MERCOSUR），下方印有西班牙语的国家名称「阿根廷共和國」（REPÚBLICA ARGENTINA）、阿根廷国徽以及西班牙语单词“护照”（PASAPORTE）。在底部印有生物芯片护照的标识。
在护照持有人信息页印有机读条形码和数码照片。所有信息由英文和西班牙文书写。
- 照片
- 证件类型（P表示护照）
- 国家代码（ARG）
- 护照号码
- 姓氏
- 名字
- 国籍（如果持有人接受了阿根廷国籍，将会写为Argentino por Opción -Argentine by election-）
- 出生日期
- 身份证号码
- 性别
- 出生地（省份或国家代码）
- 签发日期
- 失效日期
- 签名
- 指纹

之前版本的护照还包括：
- 已失效护照的签注备份
- 婚姻状况
- 警察局注册号码

阿根廷护照背面的国家地图，同时包括国家位置、所在洲和南美共同市场，同时包括阿根廷声称拥有主权的南极领土（Antártida Argentina）。

## 护照訊息
多数国家的护照包括一条声明护照持有人是签发国家公民的信息，请求允许持有人入境或通过其他国家。同时请求在必要时，根据国际标准，给予持有人始终如一的帮助。在阿根廷护照上，该信息由西班牙文、英文、葡萄牙文和法文的四种语言书写，内容为：
西班牙文：
|  |

英文：
|  |

葡萄牙文:
|  |

法文：
|  |

中文語意如下：
| 阿根廷共和國政府茲請各相關方准予持照人通行無礙、不受遲延，並在需要時予以法律協助或保護。 |

## 其它类别护照
阿根廷外交部同时签发外交护照（黑色封面）给阿根廷外交官及其家属和从事外交工作的阿根廷公民。外交部同时签发公务护照（绿色封面）给指派永久或短期海外任务的政府雇员及其家属和因公出国的國會议员。
在特殊情况下，如果有无国籍女性与阿根廷公民有婚姻关系，联邦警察将会签发“阿根廷公民妻子护照”（Pasaporte de Esposa de Argentino）从而使她们可以出境。被阿根廷父母收养的18岁以下无国籍儿童也会有相应的护照。

## 旅遊待遇
根据2025年1月8日发布的亨利護照指數，阿根廷护照可免签证、落地签证或电子签证入境172个国家和地区，位居世界第17。

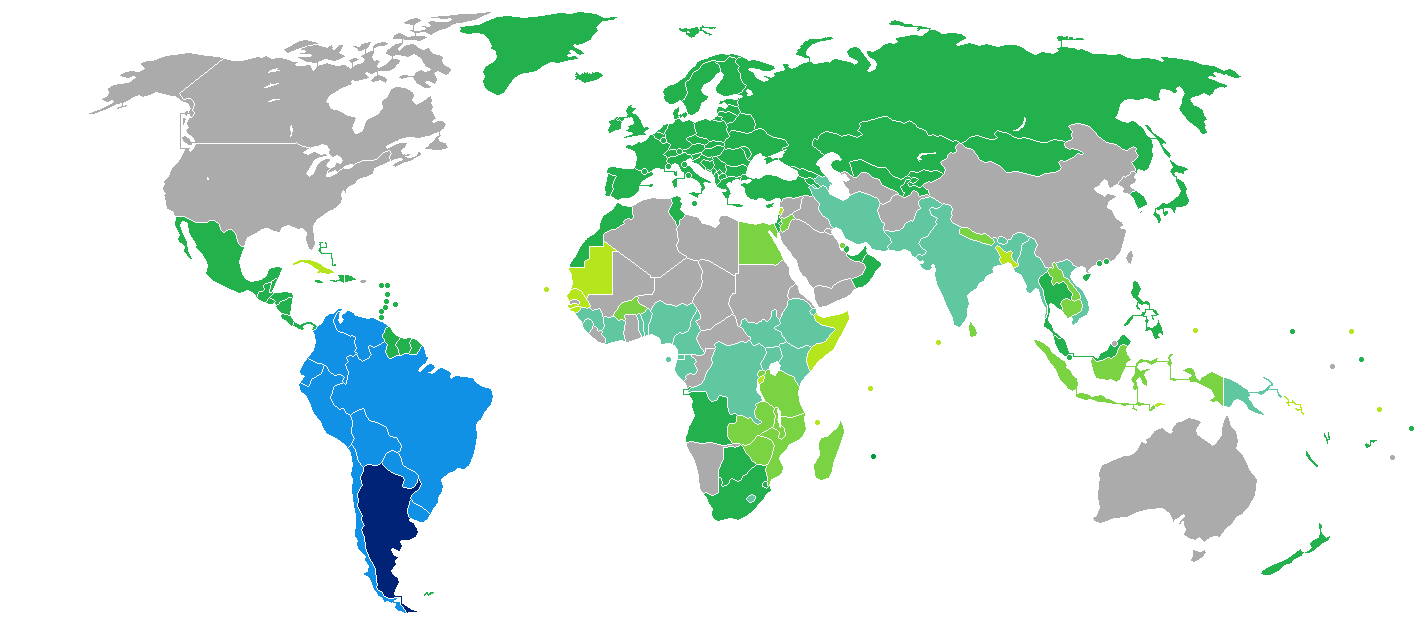
阿根廷护照持有者签证要求
阿根廷
公民身份證入境
免签证入境
落地签证
电子签证
需要签证